# Túrasízés

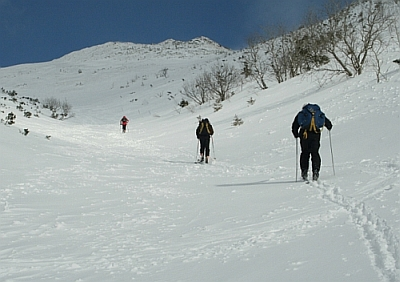

A túrasízés/sítúrázás a pályán kívüli (off-piste) sízés egyik irányzata, mozgásban felfele-menet a sífutásra hasonlít, de a terep általában nem teljesen sík, hiszen a cél, jellemzően egy csúcs, vagy hegyoldal megmászása és megsíelése. A lesíelés semmiben nem különbözik az alpesisízéstől, csak a „pálya” itt nem egy leratrakolt tükörsima felület, hanem olyan, amilyennek a természet és az időjárás óhajtja.

## Eszközök
A sízőt a léc talpára ragasztott szőrme jellegű (szintetikus, mohair, mix stb.) anyag (fóka) és a különleges kötés, valamint bakancs segíti a hegyen való feljutásban. A szőrme megakadályozza a léc visszacsúszását, a kötés pedig lehetővé teszi gyalogló funkció használatát, melyben a – túrasícipőnek köszönhetően kényelmesen – a sarok és a boka szabadon mozog. 
Az így keletkezett hosszú hótalp segítségével meredek emelkedők küzdhetőek le, jeges vagy mély, puha hóval borított területeken is közlekedhetünk. 
Fölérve a kötés sarka rögzíthető és a szőrme eltávolítható a lécről, mely lehetővé teszi a klasszikus alpesi technikával való lesiklást az érintetlen hóval fedett lejtőkön, távol a tömegtől és a síliftek zajától. 
E sport szépségét a kihíváson és az egész testet átmozgató gyakorlaton túlmenően a határtalan szabadság érzete adja.
A talpra erősíthető eszköz neve „fóka”, ami korábban valódi fókaszőrből készült, de ma már, hála a műanyagipar vívmányainak szintetikus, vagy egyéb természet- és állatbarátabb anyagot használnak (mohair).

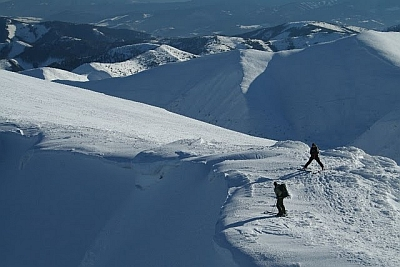
Chopok, Szlovákia
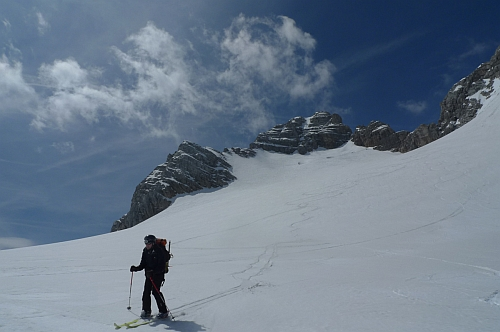
Túrasízés, Dachstein gleccser, Ausztria
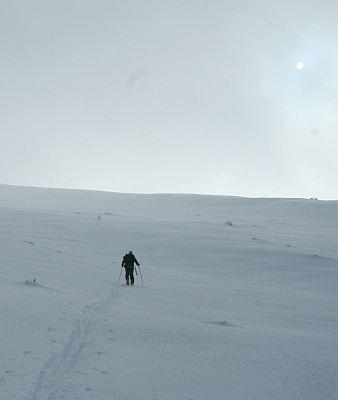
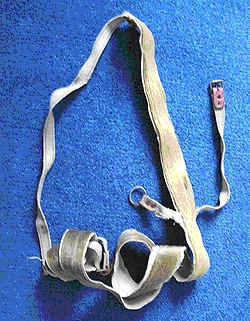
Korabeli, tényleg fókaszőrből 1950 körülről
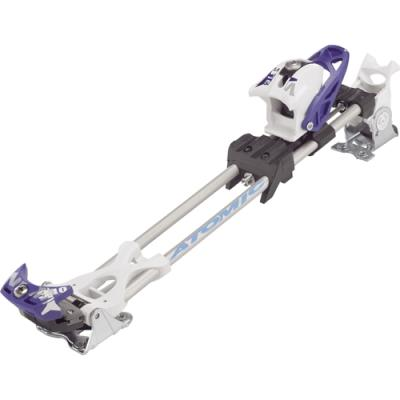
Túrasíkötés
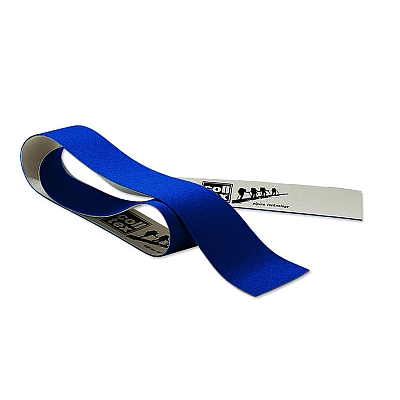
Újabb fókaszőr
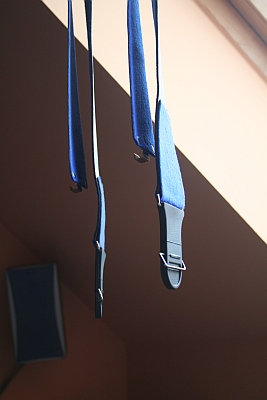
Újabb fókaszőr
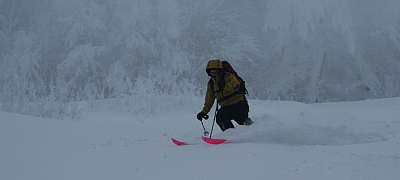
Schneeberg, Ausztria 2009
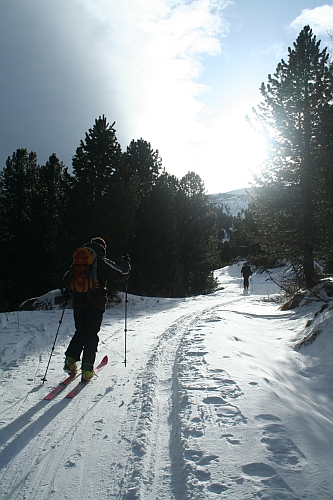
Zirbitzkogel, Ausztria 2009

## Külső hivatkozások
- túrasí.lap.hu - tematikus linkgyűjtemény